# Grindelia chacoensis
Grindelia chacoensis là một loài thực vật có hoa trong họ Cúc. Loài này được A. Bartoli & Tortosa mô tả khoa học đầu tiên năm 1999.